# 巴里祭
『巴里祭』（ぱりさい、原題・フランス語: Quatorze Juillet）は、1933年に製作・公開されたフランス映画。（撮影は1932年）

## 概要
ルネ・クレールが自らの脚本によって監督、アナベラとジョルジュ・リゴーが主演した。クレール監督とアナベラは『ル・ミリオン』（1931年）に次ぐ顔合わせとなった。
映画の原題は、端的に「7月14日」（Quatorze Juillet）というものである。
しかしそれだけでは日本人には馴染みがないため、『巴里祭』という邦題となった。本作の影響で、1789年7月14日のバスティーユ襲撃、翌1790年7月14日の建国式典（建国記念日）などフランス革命記念日にあたる「7月14日」の「フランス国民の祝祭日 (fr:Fête_nationale_française)」（英語では"バスティーユの日"と呼ぶ）を、日本では「パリ祭」などと呼ぶようになった。なお、フランスでは7月14日を「パリ祭」とは呼ばない。
『巴里祭』という邦題を考案したのは、本作を輸入し配給した東和商事社長川喜多長政たちである。川喜多長政・川喜多かしこ夫妻や、宣伝担当の筈見恒夫たちが試写を観て茶を飲みながら感激を噛みしめあううち、自然に浮かんで決定した題名だった。読み方について、今日では「ぱりさい」が一般的だが、川喜多かしこは「名付けた者の気持ちとしてはパリまつりでした」と語っている。当時の観客の大半も「パリまつり」と呼んでいたという。荻昌弘もまた「私の感覚では、これはどうあってもパリまつり、だ」と述べている。寺田寅彦は「パリ祭―この訳名は悪い」と批判している。
シャンソン歌手のリス・ゴーティが歌うモーリス・ジョベール作曲、ルネ・クレール作詞の同映画音楽「巴里祭 (パリ祭, A Paris dans chaque faubourg)」が知られている。本来の邦題名は「巴里恋しや」。直訳ないし意訳では「パリの、どの界隈にて」などとなる。

## キャスト
| 役名         | 俳優                 | 日本語吹替   | 日本語吹替   |
| 役名         | 俳優                 | フジテレビ版 | テレビ朝日版 |
| ------------ | -------------------- | ------------ | ------------ |
| アンナ       | アナベラ             | 栗葉子       | 幸田直子     |
| ジャン       | ジョルジュ・リゴー   | 柳生博       | 田中秀幸     |
| キャビー     | レイモン・コルディ   | 鎗田順吉     | 村越伊知郎   |
| イマク       | ポール・オリヴィエ   |              | 田村錦人     |
| チャールズ   | レイモンド・アイモス |              |              |
| フェルナンド | トミー・ブールデル   |              |              |
| ポーラ       | ポーラ・イレリ       | 翠準子       | 名和慶子     |

- フジテレビ版：初回放送1966年10月5日『テレビ名画座』
- テレビ朝日版：初回放送1982年8月28日『ウィークエンドシアター』

その他声の出演︰池田一臣、原田一夫、近藤多佳子、田口昂、小出和明、鈴木れい子、巴菁子、片岡富枝
制作：ザック・プロモーション

## スタッフ
- 監督/脚本：ルネ・クレール
- 製作：ロジェ・ル・ボン
- 音楽：モーリス・ジョベール
- 撮影：ジョルジュ・ペリナール
- 編集：ルネ・ル・エナフ
- 美術：ラザール・メールソン
- 衣装：ルネ・ユベール

### 日本語版
- テレビ朝日版制作：ザック・プロモーション[4]